# Аньго
Аньго (кит.: 安國; д/н — 94) — шаньюй хунну в 93—94 роках.

## Життєпис
Син шаньюя Їфаюлюді. При народженні отримав ім'я Аньго. Брав участь у військових походах проти північних хунну. 89 року звитяжив у битві в Алтайських горах проти Північного шаньюя.
93 року після смерті стриєчного брата Сюлань-Шічжухоуді став новим шаньюєм. Обрав політику єднання усіх хунну. Ймовірно, мав на меті здобути самостійність від Східної Хань. Йому протистояла частина знаті на чолі зі східним гулі-ваном Шицзі. Аньго спробував убити того, але невдало. Шицзі перебрався до фортеці Уюань, де дістав підтримку ханьських військ.
Водночас шаньюй погиркався з дуляо-гянгюнєм (урядником над південними хунну) Ду Чуном, який доповів імператорові Лю Чжао про намір Аньго відокремитися. У відповідь до ставки шаньюя в Ордосі відправили військо. З частиною війська Аньго відступив на північ, де планував здобути підтримку місцевих хунну, настроєних антикитайські. Разом з тим шаньюй вів постійні перемовини з ханьськими урядовцями. Зрештою 94 року внаслідок змови його вбили. Новим володарем став стриєчний брат попереднього Тінду-Шічжухоуді.